# Кадлуб (Нижньосілезьке воєводство)
Кадлуб (пол. Kadłub, нім. Kadlau) — село в Польщі, у гміні Менкіня Сьредського повіту Нижньосілезького воєводства.
Населення — 284 особи (2011).
У 1975-1998 роках село належало до Вроцлавського воєводства.

## Демографія
Демографічна структура станом на 31 березня 2011 року:
|          | Загалом | Допрацездатний вік | Працездатний вік | Постпрацездатний вік |
| -------- | ------- | ------------------ | ---------------- | -------------------- |
| Чоловіки | 147     | 29                 | 107              | 11                   |
| Жінки    | 137     | 23                 | 88               | 26                   |
| Разом    | 284     | 52                 | 195              | 37                   |